# Selin Kuralay
Selin Kuralay (25 de janeiro de 1985) é uma futebolista profissional australiana que atua como meia.

## Carreira
Selin Kuralay representou a Seleção Australiana de Futebol Feminino, nas Olimpíadas de 2004. 